# Ponte Buggianese
Ponte Buggianese (/ˈponte budd͡ʒaˈnese/, localmente il Ponte) è un comune italiano di 8 809 abitanti della provincia di Pistoia in Toscana.

## Geografia fisica
Il territorio comunale si sviluppa nella Valdinievole meridionale e comprende, nella sua area sud-orientale,  gran parte della zona umida del Padule di Fucecchio con i vari corsi d'acqua, come la Pescia di Pescia (che attraversa anche il capoluogo), i quali vi scorrono nel loro tratto finale prima di confluire nella palude, da cui usciranno attraverso l'Usciana, affluente dell'Arno. La totalità del territorio è pianeggiante (altitudine dai 16 ai 24 m s.l.m.) e soggetta a urbanizzazione crescente, mentre le aree coltivate si dividono tra colture cerealicole e vivaistiche, con queste ultime diffuse negli ultimi decenni da operatori attivi nella zona di Pistoia.
- Classificazione sismica: zona 3 (sismicità bassa), Ordinanza PCM 3274 del 20/03/2003
- Classificazione climatica: zona D, 1691 GG
- Diffusività atmosferica: media, Ibimet CNR 2002

## Storia
Il territorio in passato era ricoperto di paludi e si popolò solo dopo il prosciugamento delle acque, infatti il primo documento in cui viene citata la comunità risale al XVI secolo. In quel periodo il borgo stava iniziando a formarsi nell'orbita della vicina località di Buggiano, parte del Ducato di Firenze, poi Granducato di Toscana. Già dal secolo successivo, tuttavia, Ponte Buggianese iniziò a reclamare la propria autonomia.
Con l'avvento al potere degli Asburgo-Lorena nel XVIII secolo, Ponte Buggianese riuscì a risollevare la propria economia. Grazie ad una serie di riforme messe in atto dal Granduca Pietro Leopoldo si mirava a migliorare le condizioni di vita degli abitanti e a maturare l'assetto territoriale: l'intero territorio pianeggiante e paludoso venne bonificato e venne stabilito che ogni famiglia abitante nel borgo avesse diritto ad una casa. Il potere dei Lorena venne interrotto solo dall'invasione francese guidata da Napoleone Bonaparte, il quale rimase sul territorio fino al 1814, e si concluse con l'unità d'Italia. Nell'ambito delle suddivisioni Granducali il territorio faceva parte della Podesteria di Borgo a Buggiano, Commissariato di Pescia, Governo di Firenze, Provincia fiorentina. Con la Riforma del 1849, successiva all'annessione del Ducato di Lucca, passò al nuovo Compartimento di Lucca, che divenne Provincia col passaggio al Regno d'Italia.
Il comune ottenne l'autonomia dopo il distacco dall'amministrazione di Buggiano, da cui l'appellativo Buggianese, con Regio Decreto del 6 maggio 1883 e divenne parte della provincia di Pistoia nel 1928, ossia un anno dopo la costituzione di quest'ultima.

### Simboli
Lo stemma del comune è stato concesso con regio decreto del 19 ottobre 1897. Si tratta di uno scudo partito: al primo di Borgo a Buggiano, che è d'argento, al bue di rosso, fermo sulla campagna di verde, sormontato da un giglio di rosso; al secondo troncato di argento e di rosso, al giglio sbocciato dell'uno all'altro. Il motto, presente anche nello stemma e nel gonfalone, recita: «Bujano e castro nomen originemque desumpsi» (latino: "Dal castello di Buggiano trassi il nome e l'origine").
Il gonfalone è un drappo di azzurro.

## Monumenti e luoghi d'interesse

### Architetture religiose

#### Chiesa di San Michele Arcangelo (Ponte Buggianese)
Fra i monumenti, l'unico rilevante è la chiesa del capoluogo intitolata a S. Michele Arcangelo e Santuario della Madonna del Buon Consiglio che conserva un importante ciclo di affreschi sacri di Pietro Annigoni, pittore novecentesco che, con alcuni suoi allievi, ha operato nel paese toscano intorno agli anni 1980.

### Aree naturali
Per il turismo naturalistico è interessante l'area del Padule di Fucecchio, in cui sono possibili escursioni a piedi o in barca, attività di cicloturismo, equitazione o birdwatching.

## Società

### Evoluzione demografica
Ponte Buggianese era composto al 31/12/2018 da 3511 nuclei familiari, 4 convivenze e un numero medio di 2,5 componenti per nucleo familiare. Il saldo naturale è risultato negativo di 28 unità durante l'anno e quello migratorio di 35 unità. Secondo dati ISTAT nel periodo 1991-2001 la popolazione residente è cresciuta del 4,7%, mentre tra 2001 e 2011 del 15,1%.
Abitanti censiti

### Etnie e minoranze straniere
Nel comune al 1 gennaio 2024 erano residenti 847 cittadini stranieri su una popolazione di 8 791 abitanti, vale a dire il 9,63% della popolazione; il dato evidenzia un aumento rispetto al 31 dicembre 2020 e agli anni precedenti (8,84% con 781 cittadini stranieri su 8 832 abitanti al 31 dicembre 2020, 8,90% con 788 cittadini stranieri su 8 852 abitanti al 31 dicembre 2019, 8,95% con 793 cittadini stranieri su 8 856 abitanti al 31 dicembre 2018, 8,38% con 747 cittadini stranieri su 8 919 abitanti al 31 dicembre 2017, 8,14% con 720 cittadini stranieri su 8 844 abitanti al 31 dicembre 2016, 7,9% con 694 cittadini stranieri su 8 785 abitanti al 31 dicembre 2015, 8,16% con 718 cittadini stranieri su 8 803 abitanti al 31 dicembre 2013, 7,47% con 651 cittadini stranieri su 8 718 abitanti al 31 dicembre 2012, 7,45% con 652 cittadini stranieri su 8 754 abitanti al 31 dicembre 2011, 7,8% con 687 cittadini stranieri su 8 840 abitanti al 31 dicembre 2010, 7,7% con 676 cittadini stranieri su 8 818 abitanti al 31 dicembre 2009, 7,1% con 622 stranieri su 8 739 abitanti al 31 dicembre 2008, 6,4% 551 stranieri su 8 599 abitanti al 31 dicembre 2007, 5,7% 482 stranieri su 8 398 abitanti al 31 dicembre 2006).
Le nazionalità maggiormente rappresentate in base alla loro percentuale sul totale della popolazione residente erano al 1 gennaio 2024:
- Albania 303 (3,45%)
- Romania 176 (2,00%)
- Marocco 162 (1,84%)

## Cultura

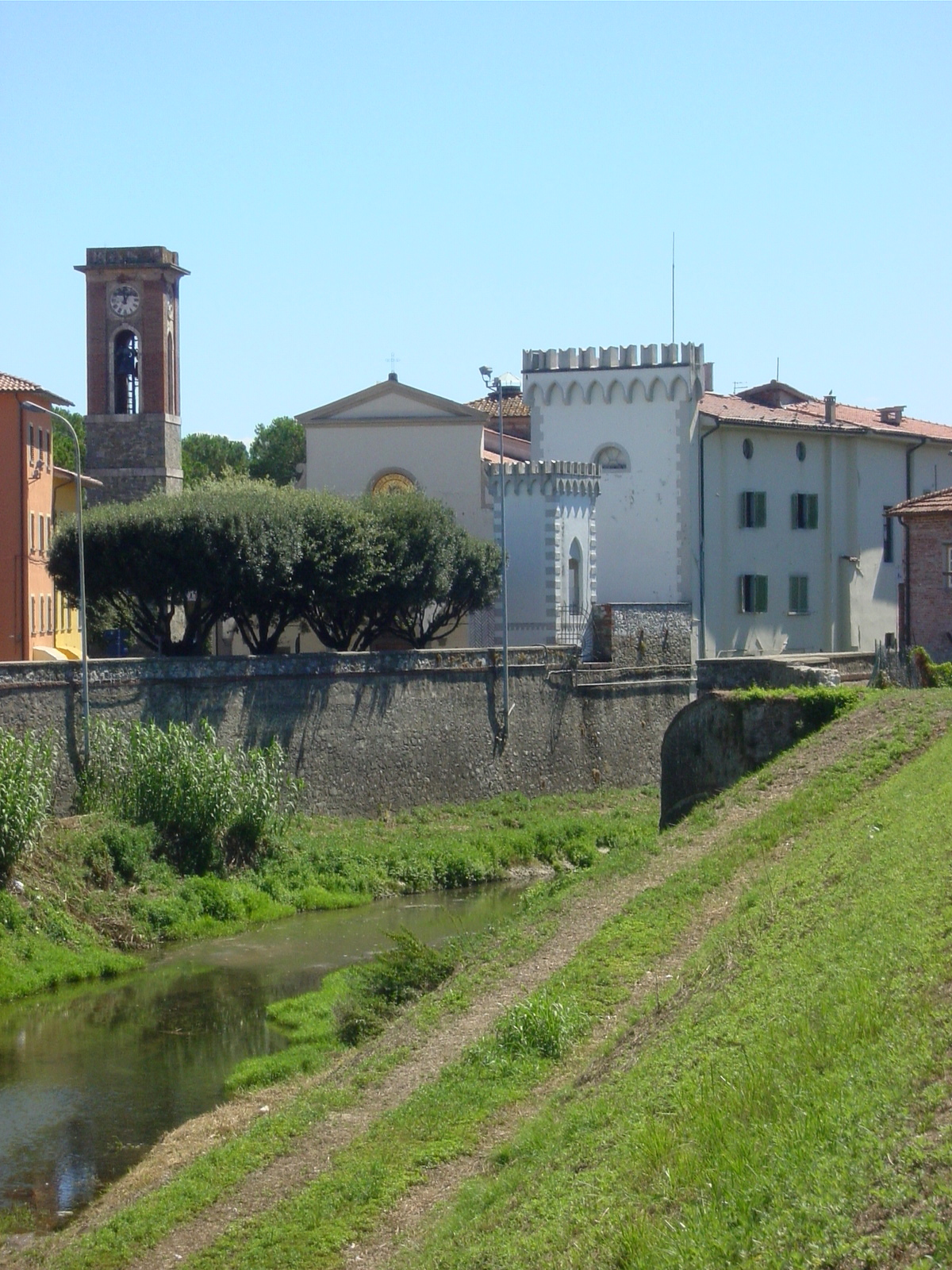
Il centro di Ponte Buggianese con la chiesa e il municipio visti dall'argine della Pescia

### Istruzione
Ponte Buggianese dispone una biblioteca comunale, di tre scuole dell'infanzia (due pubbliche ed una privata), di due scuole primarie (situate nel capoluogo comunale e nella frazione di Casabianca) e di una scuola secondaria di primo grado, queste ultime pubbliche.

## Geografia antropica

### Frazioni
- Albinatico è una frazione della piana della Valdinievole. Situata nella parte settentrionale del territorio comunale, a circa 1,5 km a nord-est del capoluogo, la località si sviluppa lungo la Strada provinciale 22 del Porrione e del Terzo, che da Ponte Buggianese si collega a Montecatini Terme e Monsummano Terme. Frazione di campagna, ha visto nel tempo svilupparsi ai suoi margini una piccola area industriale. Elemento centrale di Albinatico è la chiesa parrocchiale dedicata a San Leopoldo, fatta costruire dal granduca Leopoldo II tra 1845 e 1857 ad opera di Pietro Bernardini con i fondi per la costruzione delle Terme di Montecatini[14][15].
- Anchione è una frazione della piana della Valdinievole, al limite settentrionale del Padule di Fucecchio. Si trova a circa 3 km a sud del capoluogo. Il popoloso centro di campagna, si sviluppa a poca distanza dalla Dogana medicea in località Capannone, un tempo porto di approdo delle merci trasportate per via fluviale dalla costa toscana tramite l'Arno, oggi restaurata e sede del Centro di documentazione dell'Eccidio nazista del Padule di Fucecchio[16][17] e di un Ospitale legato al percorso della Via Francigena[18]. Accanto al grande edificio della Dogana si trova una cappella, oggi sconsacrata, dedicata a San Francesco da Paola, documentata dal 1775 e ricostruita nelle forme attuali nel 1804. Nel 1978 venne avviata la costruzione di una nuova chiesa con lo stesso nome poco distante, nel centro dell'abitato di Anchione[15].
- Casabianca è una frazione della piana della Valdinievole, nella parte settentrionale del comune di Ponte Buggianese. Situata a circa 1 km a nord del capoluogo, la località sorge all'incrocio delle strade provinciali SP15 Buggianese e SP26 Camporcioni, tra Chiesina Uzzanese, Montecatini Terme e Borgo a Buggiano. Poco a nord dell'abitato si trova l'Autostrada A11, nelle vicinanze della quale si è sviluppata un'area industriale e varie attività commerciali. Nella frazione si trova l'unica scuola elementare del comune fuori del capoluogo.
- Fattoria è una frazione sparsa della campagna della Valdinievole. Situata a circa 2 km ad est del capoluogo, la località è costituita da alcuni nuclei residenziali e agricoli sparsi ma ravvicinati. Alle tradizionali attività agricole nell'area si è recentemente sviluppato lo sfruttamento dei terreni per l'industria vivaistica, fiorente nel territorio pistoiese.
- Ponte di Mingo si trova nella campagna della Valdinievole. Situata a circa 3 km a sud-est del capoluogo, la frazione si trova nelle vicinanze dell'area del Padule di Fucecchio. La località ha le caratteristiche di una frazione sparsa, costituita da alcuni nuclei residenziali indipendenti ma ravvicinati.
- Vione è una frazione della piana della Valdinievole, nella parte sud-occidentale del comune di Ponte Buggianese. Situata a circa 3 km a sud del capoluogo, lungo una strada di campagna tra Anchione, Chiesina Uzzanese e le colline delle Cerbaie nel comune di Fucecchio, la località ha le caratteristiche di un centro di campagna, con la presenza di alcune attività agricole e vivaistiche. Nel centro si trova una piccola cappella e nell'edificio che un tempo ospitava le scuole elementari è oggi ospitato l'Archivio e Museo storico del Consorzio di Bonifica del Padule di Fucecchio[19].

## Economia
Nell'economia del comune si bilanciano l'apporto dell'agricoltura, con coltivazione diretta e vivaismo, e quello della piccola industria, edilizia e manifatturiera, attiva soprattutto nella parte settentrionale del territorio comunale, come le numerose attività commerciali.

## Infrastrutture e trasporti

### Strade
Il comune è collegato, attraverso le vicine uscite di Montecatini Terme e Chiesina Uzzanese, con l'Autostrada A11 che attraversa il territorio comunale nel suo estremo nord. Le strade provinciali che attraversano il territorio di Ponte Buggianese, tutte nell'area settentrionale, sono la SP15 Buggianese per Borgo a Buggiano, la SP26 Camporcioni tra Chiesina Uzzanese e Montecatini Terme e la SP22 del Porrione e del Terzo, per Monsummano Terme, oltre alla SP4 Livornese tra Chiesina Uzzanese e Borgo a Buggiano.
Ponte Buggianese dista 60 km da Firenze, 40 da Pisa, 19 da Lucca e 16 da Pistoia.

### Ferrovie
La stazione ferroviaria di riferimento è quella di Montecatini Terme-Monsummano, distante 5 km dal capoluogo comunale.

### Mobilità urbana
Il trasporto pubblico locale è gestito dalla compagnia Lazzi nell'ambito del consorzio Blubus, con le linee Firenze-Viareggio e Montecatini Terme-Pescia.

## Amministrazione
Elenco delle amministrazioni comunali dall'istituzione del comune:
| Periodo                                      | Periodo        | Primo cittadino               | Partito                                           | Carica                              | Note                                                                                                  |
| -------------------------------------------- | -------------- | ----------------------------- | ------------------------------------------------- | ----------------------------------- | --- |
| 24 giugno 1883 (nomina R.D. 31 gennaio 1884) |                | Angelo Arrigoni               |                                                   | Sindaco                             | |
| 1896                                         | 1903           | Emilio Spadoni                |                                                   | Sindaco                             | |
| 1903                                         | 1905           | Massimiliano Cappelli         |                                                   | Sindaco                             | |
| 1905                                         | 1911           | Aristide Arrigoni             |                                                   | Sindaco                             | |
| 1911                                         | 24 maggio 1912 | Giulio Paternò                |                                                   | Comm. pref.                         | |
| 1912                                         | 1914           | Aristide Arrigoni             |                                                   | Sindaco                             | |
| 1914                                         | 1920           | Eugenio Bellandi              |                                                   | Sindaco                             | |
| 1920                                         | 1922           | Arrigo Sorini                 | PSI                                               | Sindaco                             | |
| 1922                                         | 1922           | Alfonso De Felice             |                                                   | Sindaco                             | |
| 1922                                         | 1925           | Giuseppe Ambrogi              | PNF                                               | Comm. pref., dal 1923 Sindaco       | |
| 1925                                         | 1931           | Astolfo Spadoni               | PNF                                               | Sindaco, dal 1º aprile 1927 Podestà | |
| 1931                                         | 1931           | Paolo Igino                   |                                                   | Comm. pref.                         | |
| 1931                                         | 1935           | Orazio Teglia                 | PNF                                               | Podestà                             | |
| 1935                                         | 24 luglio 1938 | Carlo Alberto Pierucci        | PNF                                               | Podestà                             | |
| 24 luglio 1938                               | 13 giugno 1940 | Cesare Arrigoni               | PNF                                               | Podestà                             | |
| 13 giugno 1940                               |                | Silvio Arrigoni               |                                                   | Comm. pref.                         | |
| 1944                                         | 1945           | Aristide Benedetti            |                                                   | Sindaco                             | |
| 1945                                         | 1946           | Mauro Pinelli                 |                                                   | Comm. pref., poi Sindaco            | |
| 7 aprile 1946                                | 10 giugno 1951 | Arrigo Sorini                 | CLN                                               | Sindaco                             | |
| 10 giugno 1951                               | 7 giugno 1970  | Mario Cortesi                 | PCI, PSI                                          | Sindaco                             | |
| 7 giugno 1970                                | 15 giugno 1975 | Silvano Pucci                 | PCI                                               | Sindaco                             | |
| 15 giugno 1975                               | 8 giugno 1980  | Giampiero Aluigi Nannini      | PCI                                               | Sindaco                             | |
| 8 giugno 1980                                | 12 maggio 1985 | Virgilio Panelli              | PCI                                               | Sindaco                             | |
| 12 maggio 1985                               | 6 maggio 1990  | Luigi Basilio Desideri        | PCI                                               | Sindaco                             | |
| 6 maggio 1990                                | 23 aprile 1995 | Adelmo Pagni                  | PSI                                               | Sindaco                             | |
| 23 aprile 1995                               | 13 giugno 2004 | Geom. Pietro Neri             | DS                                                | Sindaco                             | |
| 13 giugno 2004                               | 9 ottobre 2007 | Avv. Marco Libero Mangiantini | DS, DL                                            | Sindaco                             | |
| 9 ottobre 2007                               | 14 aprile 2008 | Vittorio De Cristofaro        |                                                   | Comm. pref.                         | |
| 14 aprile 2008                               | 10 giugno 2018 | Prof. Pier Luigi Galligani    | PD                                                | Sindaco                             | I mandato (14 aprile 2008-27 maggio 2013): PD, IDV II mandato (27 maggio 2013-10 giugno 2018): PD, SC |
| 10 giugno 2018                               | in carica      | Nicola Tesi                   | Lista Civica "Il Ponte di Tutti" (centrosinistra) | Sindaco                             | |

### Altre informazioni amministrative
A Ponte Buggianese ha sede il Consorzio di Bonifica del Padule di Fucecchio, ente preposto al controllo e manutenzione dei corsi d'acqua della zona della Valdinievole.

## Sport
Le attività sportive praticate nel comune di Ponte Buggianese si svolgono principalmente nel capoluogo nel complesso costituito dal Palazzetto dello Sport e Stadio "Sandro Pertini" e dal Campo Sportivo "Fratelli Banditori" e nelle frazioni dal Ciclodromo in località Fattoria e dal Campo Sportivo "Mirco Boschi" di Vione.
Tra le società sportive presenti le più importanti sono due formazioni di calcio maschile: SSD Pontebuggianese (Campionato Eccellenza) e Ponte 2000 (Attività Giovanile) ed inoltre la Nico Basket (Serie A2 Femminile).

## Galleria d'immagini

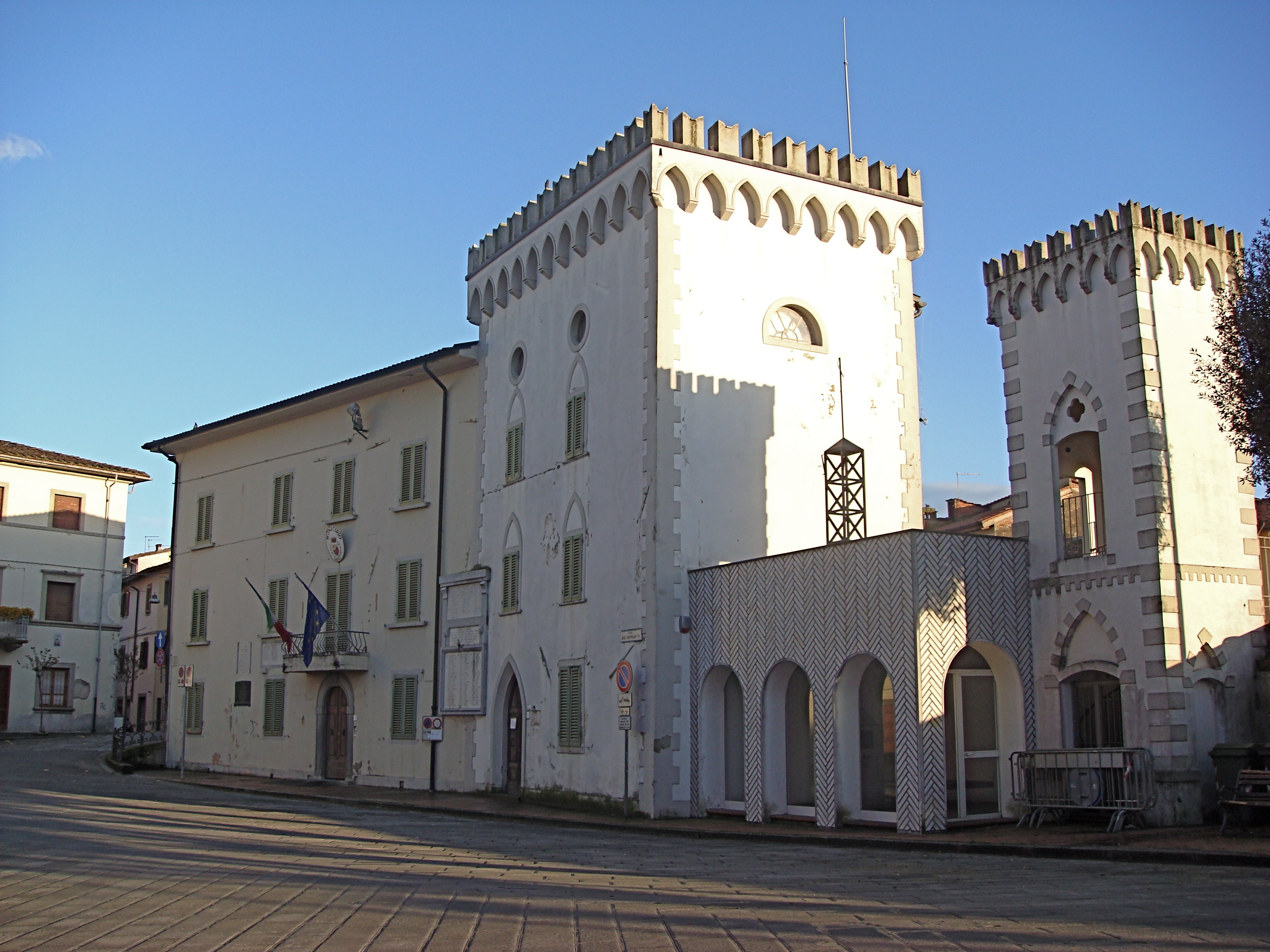
Il Municipio nella piazza principale
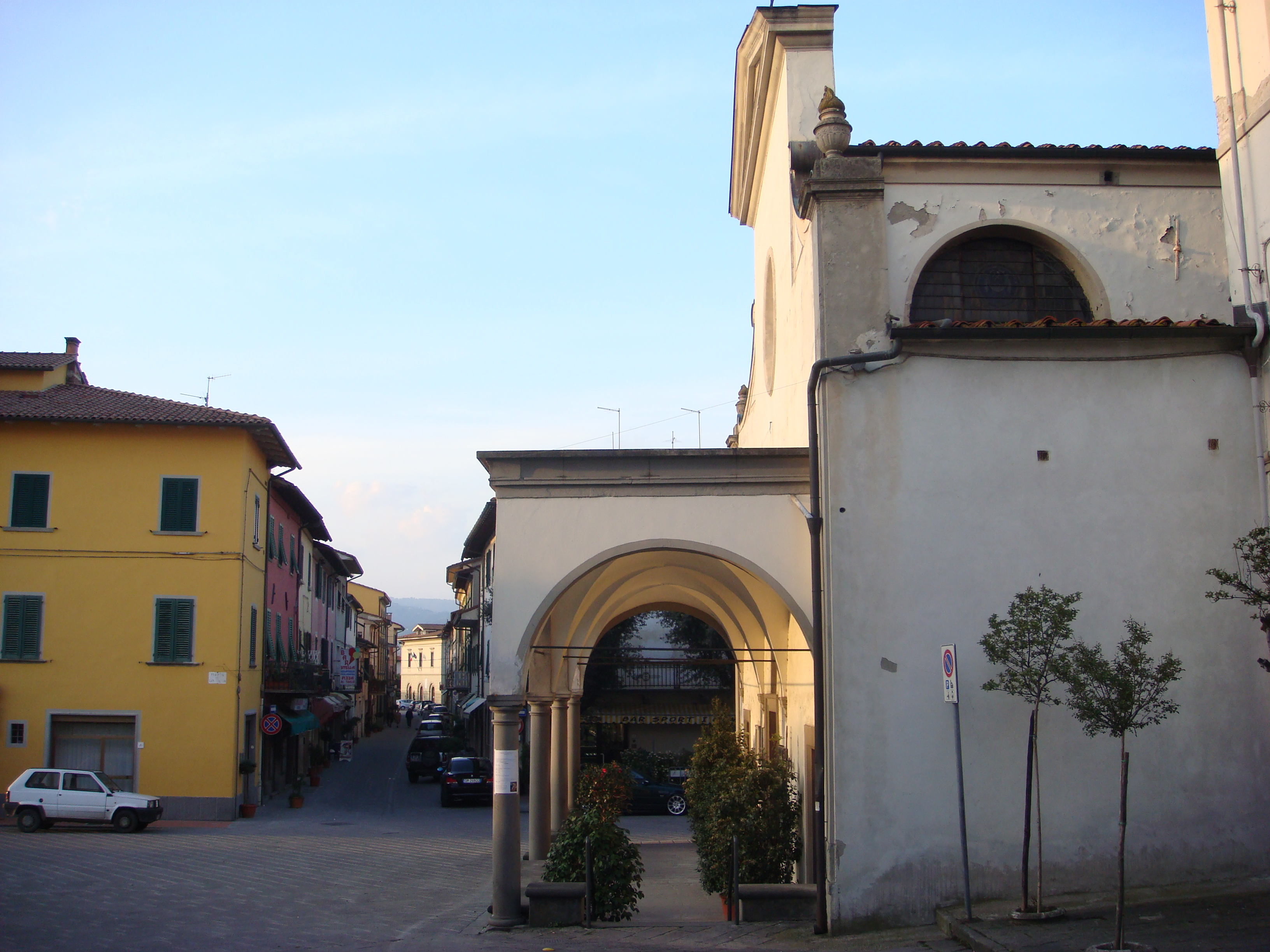
Via Matteotti dal Ponte Vecchio sulla Pescia
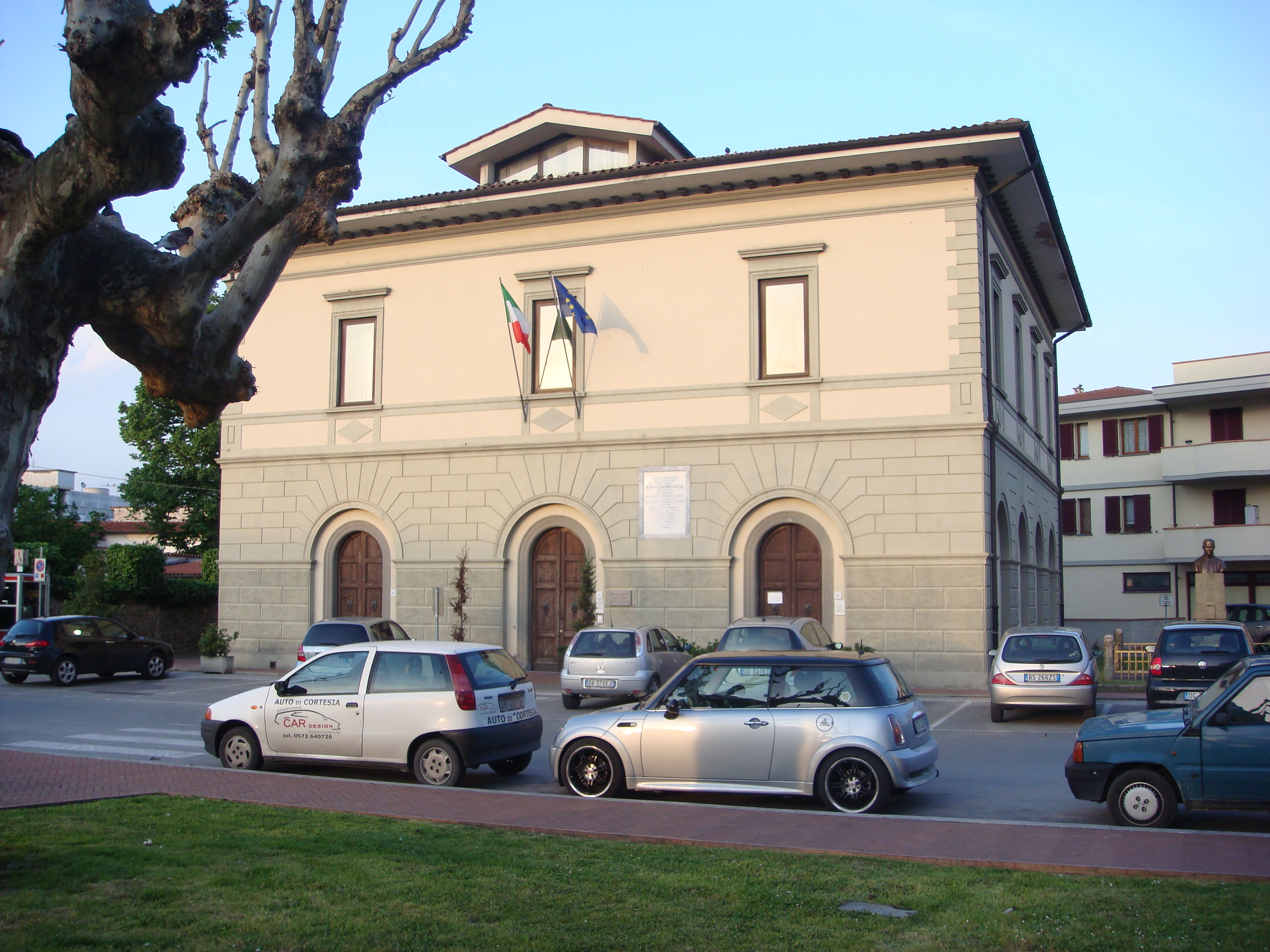
Sede comunale di Piazza Banditori
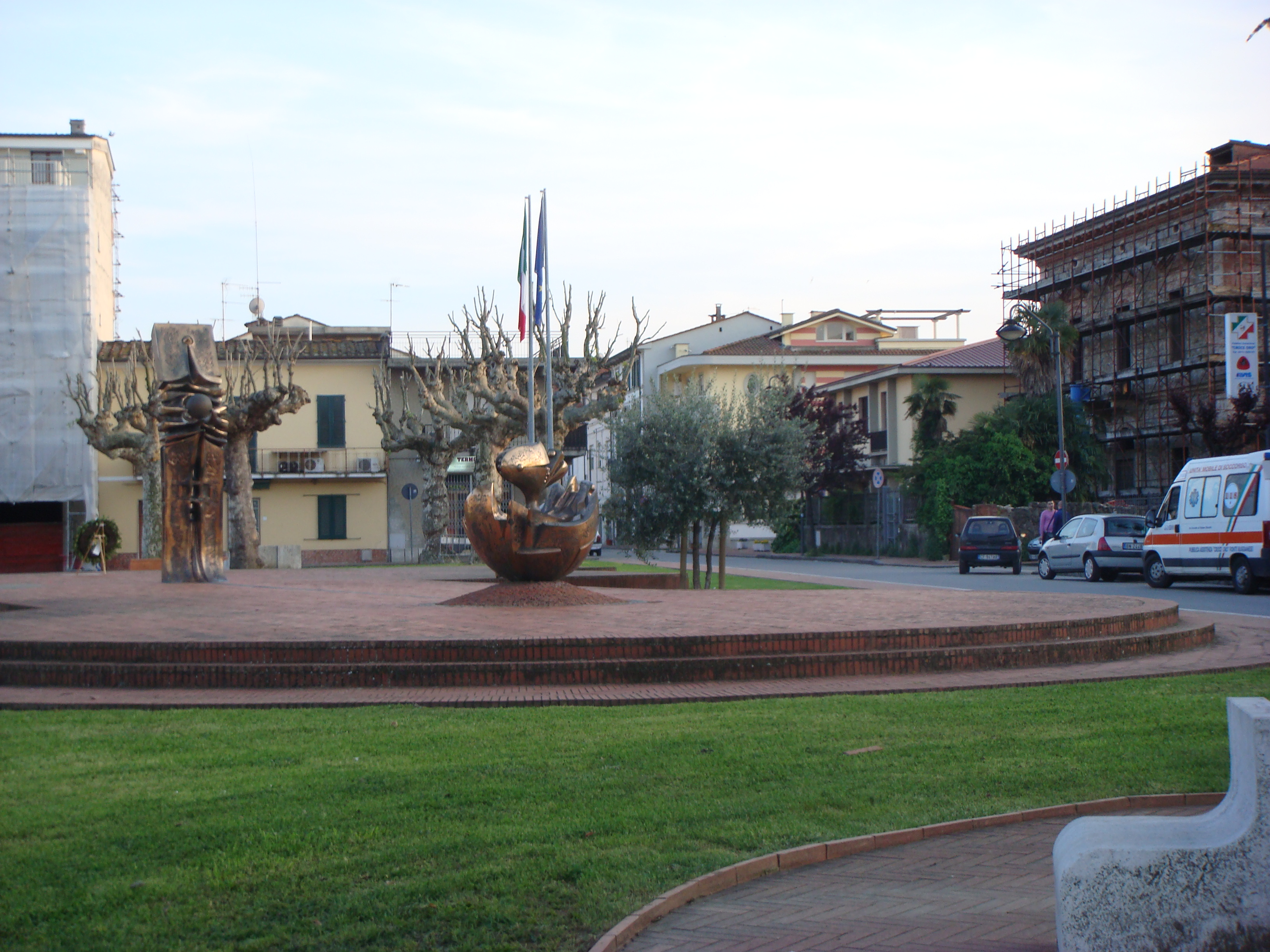
Sculture di Iorio Vivarelli in Piazza Banditori
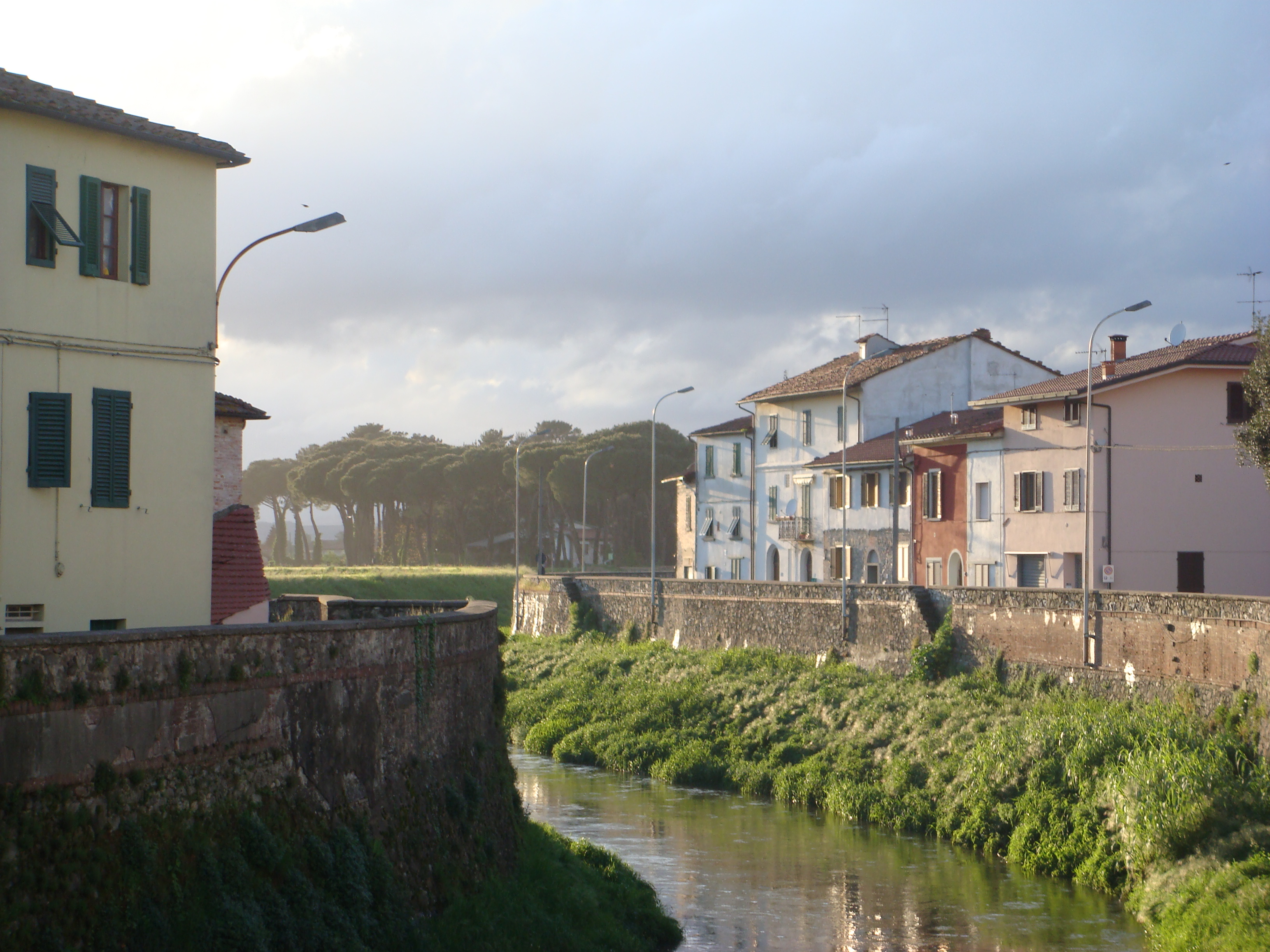
Il corso della Pescia di Pescia nel centro del paese verso nord ovest